# Блумштейн, Элизабет Ли
Элизабет Ли Блумштейн (англ. Elizabeth Lee Bloomstein, 8 января 1859, Нашвилл — 2 января 1927) — американская профессор истории, университетский библиотекарь и суфражистка из Нашвилла, штат Теннесси.

## Ранние годы и образование
Элизабет Ли Блумштейн родилась в 1859 году в Нашвилле, штат Теннесси в известной еврейской семье — семье Джейкоба и Эстер Мириам Блумштейн. Она окончила семинарию Уорда, а затем поступила в педагогический колледж Джорджа Пибоди. Она была одной из тринадцати молодых женщин в первом выпускном классе Пибоди, выпуск 1877 года. Она продолжала обучение в других университетах летом и во время поездок за границу.

## Карьера
Блумштейн работала профессором истории в педагогическом колледже Джорджа Пибоди. Блумштейн была членом первого исполнительного комитета Ассоциации учителей истории Теннесси, когда она была организована в 1912 году.
За пределами университета она была президентом Magazine Club, женской литературной организации в Нашвилле. Она также принимала активное участие в Клубе двадцатого века, Женской ассоциации Университета Нашвилла, Женском пресс-клубе Теннесси, Женской исторической ассоциации, Художественной ассоциации и организации «Объединённые дочери Конфедерации» (UDC). Она также была членом Южной Лиги Отвержения, организации трезвости, и Клуба Домработниц, группы общественной гигиены. Она возглавляла комитет по образованию Федерации женских клубов Теннесси и входила в комитет по образованию Национальной федерации женских клубов. «Я считаю, что движение женских клубов — это сознание стремления к более широким жизненным отношениям», — объяснила она.
В 1897 году Блумштейн выступила с речью «Украшение Парфенона» на праздновании столетия Теннесси и Международной выставке. Во время Первой мировой войны Блумштейн была членом Женского комитета Нашвилла Совета национальной обороны.

## Смерть и память
Элизабет Ли Блумштейн умерла в 1927 году в возрасте 66 лет. Её останки были захоронены на кладбище Темпл в Нашвилле.
В Университете Вандербильта существует стипендия Лиззи Ли Блумштейн для аспирантов.